# Церква Богоматері Фатіми
Церква Богородиці Фатімської (фр. Église de Notre Dame de Fatima) — католицька церква присвячена явленню Фатімської Божої Матері. Церква розташована в місті Мамудзу в заморському департаменті Франції — Майотта. Збудована в 1957 році.

## Опис
Церква побудована у 20 столітті. Одна з головних церков у Мамудзу, служить культурним центром для місцевої католицької громади. 

## Архітектура
Унікальне поєднання сучасних і традиційних архітектурних елементів відображає різноманітну культуру Майотти.

## Підпорядкування
Знаходиться в прямому підпорядкуванні апостольського вікаріату архіпелагу Коморських островів, створеного в 2010 році Папою Римським Бенедиктом XVI . Церква дотримується римського або латинського обряду.

## Духівництво
Парафіяльний священик церкви Отець Вінсент Мітенга. Знакова постать католицької громади Майотти. Палкий проповідник католицької релігії на Майотті. Помер 30 липня 2024 року.

## Контакти
Офіційний сайт церкви https://ndfatima.blogspot.com/